# Обершварцах
Обершварцах (њем. Oberschwarzach) град је у њемачкој савезној држави Баварска. Једно је од 29 општинских средишта округа Швајнфурт. Према процјени из 2010. у граду је живјело 1.390 становника. Посједује регионалну шифру (AGS) 9678164.

## Географски и демографски подаци
Обершварцах се налази у савезној држави Баварска у округу Швајнфурт. Град се налази на надморској висини од 278 метара. Површина општине износи 25,5 km². У самом граду је, према процјени из 2010. године, живјело 1.390 становника. Просјечна густина становништва износи 54 становника/km².